# Poplave v Kinšasi (2022)
Od 12. decembra 2022 je infrastruktura in številne soseske v Kinšasi, glavnem mestu Demokratične republike Kongo, poplavljene ali uničene zaradi oblinih padavin.

## Vpliv
Številne ceste v središču Kinšase so bile zaradi večurnega dežja pod vodo, številni domovi so se zrušili. V poplavah je umrlo najmanj 141 ljudi. Zemeljski plazovi, ki so jih povzročili močni nalivi, so prav tako povzročili veliko žrtev. Porušilo se je najmanj 280 domov, več kot 38.000 drugih pa je bilo prizadetih zaradi poplav. Poplave so prizadele dvanajst milijonov ljudi, kar predstavlja večino prebivalstva mesta.

## Posledice
Vlada Demokratične republike Kongo je razglasila tridnevno državno žalovanje.